# Saitama Seibu Lions
Les Saitama SEIBU Lions (埼玉西武ライオンズ, Saitama Seibu Raionzu) est une équipe professionnelle de baseball japonaise évoluant dans la Pacific League. Depuis 1978, le club appartient au groupe hôtelier Prince Hotels, une filiale de l'entreprise de transports ferrés Seibu Railway et joue au Dôme Seibu de Tokorozawa dans la région de Saitama. La mascotte du club est inspirée du Roi Léo, le héros du manga d'Osamu Tezuka.

## Histoire
Le club est fondé en 1950 lors de la réorganisation du championnat professionnel de baseball en deux ligues séparées. Membre fondateur de la Ligue pacifique, il porte alors le nom de Nishitetsu Clippers et joue à Fukuoka. Il appartient à la compagnie de transports urbains Nishi-Nippon Railroad (surnommé Nishitetsu). L'équipe termine à la 6e place du championnat et fusionne avec les Nishi-Nippon Pirates pour devenir les Nishitetsu Lions lors de la saison 1951. L'équipe décroche quatre titres de Ligue pacifique et remporte trois titres nationaux consécutifs face aux Yomiuri Giants. Les années 1960 sont moins brillantes avec seulement un titre et après trois saisons consécutives à la 6e place de 1970 à 1972, le club est vendu à la Fukuoka Baseball Corporation en novembre 1972.
Les droits d'appellation sont vendus au Taiheiyo Club, propriétaire d'un parcours de golf de Fukuoka. Les Taiheiyo Club Lions ne dépassent pas la 3e place et à la fin de la saison 1976, les droits d'appellation du club sont vendus à la compagnie Crown Gas Lighter. Après deux saisons décevantes, le club est vendu à une filiale du Réseau Seibu à la fin de la saison 1978.
La franchise déménage à Tokorozawa et prend son nom actuel lors de ce rachat. Depuis la saison 1979, les Lions ont remporté 16 titres de Ligue pacifique et remporté 10 Japan Series.

## Bilan par saison

Les résultats de l'équipe depuis 1950.